# Сфагнум скручений
Сфагнум скручений (Sphagnum contortum) — вид мохів порядку торфовикальних (Sphagnales).

## Поширення
Батьківщиною є Європа, Північна Америка, Азія.
Зустрічається в мінеротрофних біотопах, прибережних районах, торфовищах і рідко у відкритих вологих лісах. Він також зустрічається на помірних і низьких висотах і не є тіньостійким.

## Характеристика
Вид дводомний, спорофіт у цього виду рідкісний. 